# Luziola brasiliensis
Luziola brasiliensis là một loài thực vật có hoa trong họ Hòa thảo. Loài này được (Trin.) Swallen mô tả khoa học đầu tiên năm 1965.